# 어도비 플래시 카탈리스트
어도비 플래시 카탈리스트 (Adobe Flash Catalyst, 코드명 Thermo)는 쉬운 사용자 인터페이스의 리치 인터넷 애플리케이션 제작을 위한 디자인 도구이다.

## 기능
플래시 카탈리스트로, 사용자 인터페이스 제작자는 어도비 플렉스 응용 프로그램에서 시각적 수단을 만들어 잘 알려진 워크플로를 사용할 수 있다. 그러면 개발자들은 플렉스에서 빌드한 나머지 응용 프로그램들을 사용할 수 있다.
- 플래시 카탈리스트는 이러한 기능들을 유지하면서 포토샵, 일러스트레이터 또는 파이어웍스 파일을 삽입할 수 있다.
- 클릭 몇 번으로 편리한 플렉스 UI 구성 요소에 스킨을 입힌 아트워크로 변환.
- 움직임 편집 및 제작: 작성 코드 없이 마우스 이벤트, 핸딩 가능.
- 실제 데이터 원본을 액세스하는 곳 없이 동적 데이터를 조작할 수 있게 UI 제작 가능.
- 응용 프로그램 최대 마킹, 대화식 시험, 그리고 유휴 동작일 때 데이터 경로에서 디자인 타임을 사용할 수 있다.
- 마지막으로 플렉스 빌더와의 호환성, 같은 프로젝트 포맷 사용.

## 같이 보기
- 어도비 플렉스
- 어도비 플래시